# Gamboula
Gamboula è una subprefettura della Prefettura di Mambéré-Kadéï, nella Repubblica Centrafricana. 